# Dīg
Dīg är en ort i Indien.   Den ligger i distriktet Bharatpur och delstaten Rajasthan, i den norra delen av landet, 130 km söder om huvudstaden New Delhi. Dīg ligger 180 meter över havet och antalet invånare är 43 486.
Terrängen runt Dīg är mycket platt. Runt Dīg är det tätbefolkat, med 397 invånare per kvadratkilometer. Dīg är det största samhället i trakten. Trakten runt Dīg består till största delen av jordbruksmark.